# Falcon 9 v1.1

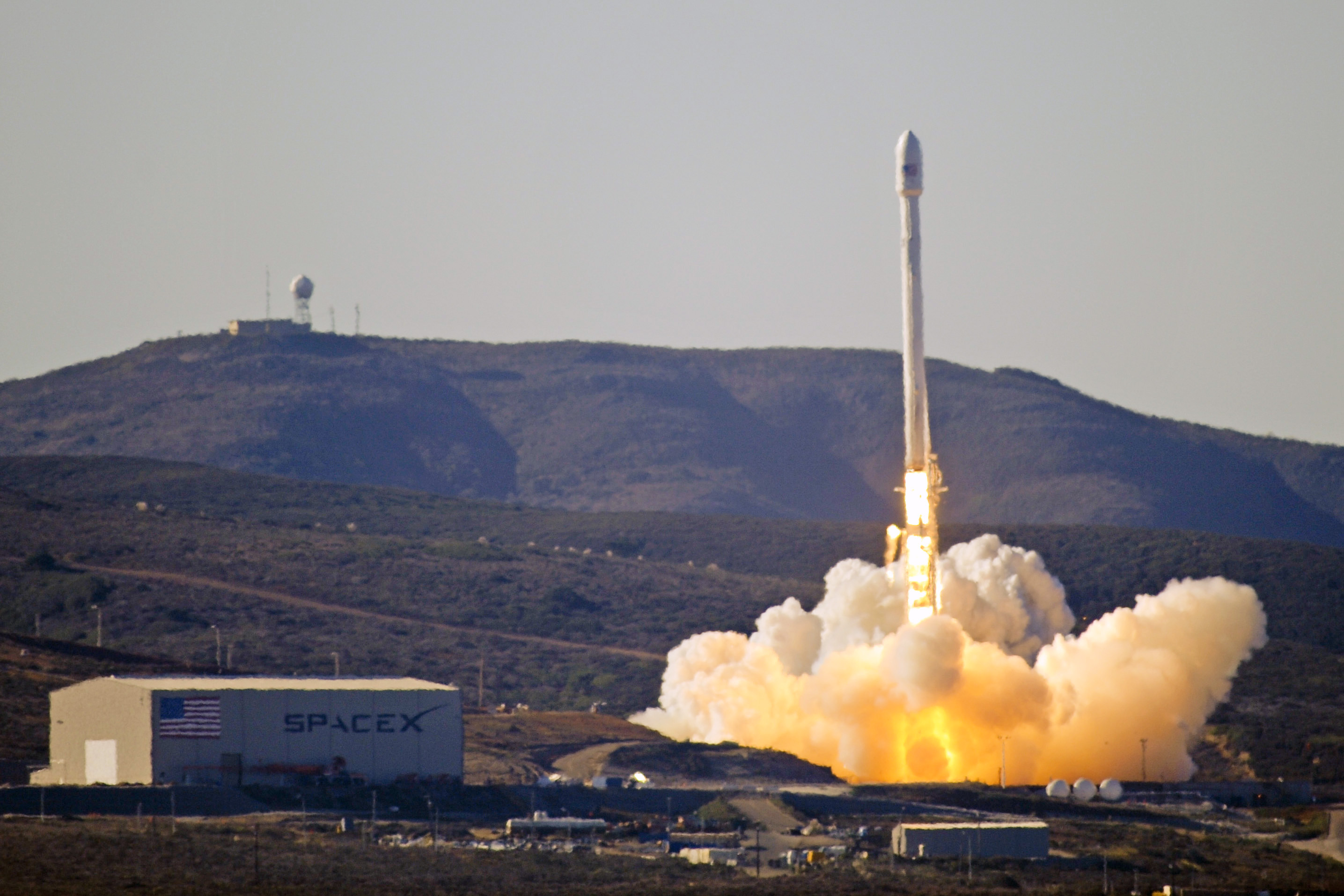
Um foguete Falcon 9 v1.1

Falcon 9 v1.1 é a segunda versão do sistema de lançamento médio da SpaceX. Ele foi desenvolvido entre 2010 e 2013, e fez o seu lançamento inaugural em setembro de 2013. É tanto projetado e fabricado pela SpaceX, com sede em Hawthorne, Califórnia. Ele é atualmente o único foguete ativa da família de foguetes Falcon.

## Características
O Falcon 9 v1.1 foi um projeto novo de veículo, com 60 por cento mais empuxo e peso do que o veículo lançador Falcon 9 v1.0. Ele voou pela primeira vez em uma missão de demonstração no sexto lançamento global de qualquer Falcon 9 no dia 29 de setembro de 2013.
Ambos os estágios do veículo de duas fases que alcança a órbita usando oxigênio líquido (LOX) e querosene de propulsores de foguete grau (RP-1). O Falcon 9 v1.1 pode lançar cargas de 13.150 kg (£ 28.990) a órbita terrestre baixa, e 4,850 kg (£ 10.690) a órbita de transferência geoestacionária, que coloca o projeto Falcon 9 na faixa de sistemas de lançamento de grau médio de elevação.

## Serviços

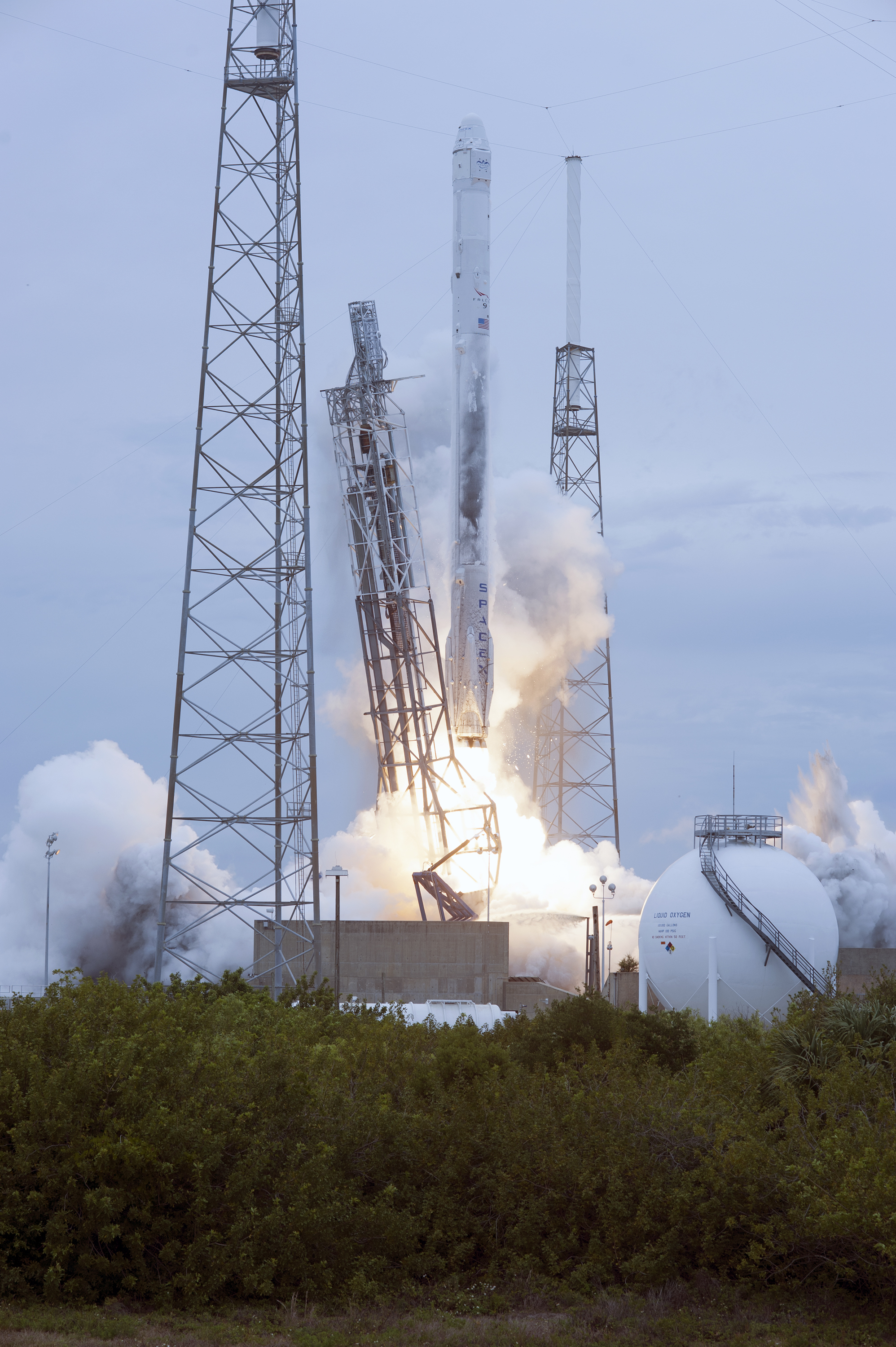
O foguete Falcon 9 v1.1 durante o lançamento da nave espacial SpaceX CRS-3 Dragon em abril de 2014.

O Falcon 9 v1.1 em combinação da cápsula Dragon está sendo usado, desde abril de 2014, para reabastecer a Estação Espacial Internacional com um contrato com a NASA, o mesmo substituiu o Falcon 9 v1.0. A SpaceX está desenvolvendo o Falcon 9 v1.1 para ser capaz de levar o ser humano e tem um contrato com a NASA para desenvolver e testar várias tecnologias adicionais que lhe permita levar astronautas da NASA. Os contratos para as missões com astronautas da NASA ainda não foram assinados.